# José María Querejeta Mendizábal
José María Querejeta Mendizábal CMF (* 10. Dezember 1921 in Urrestilla; † 26. September 1997) war ein römisch-katholischer Ordensgeistlicher und Prälat von Isabela.

## Leben
José María Querejeta Mendizábal trat der Ordensgemeinschaft der Claretiner bei und empfing am 9. Juni 1946 die Priesterweihe. Paul VI. ernannte ihn am 24. Oktober 1963 zum Prälaten von Isabela und Titularbischof von Eressus.
Der Erzbischof von Manila, Rufino Jiao Kardinal Santos, spendete ihm am 12. Dezember desselben Jahres die Bischofsweihe; Mitkonsekratoren waren Gregorio Espiga e Infante OAR, Apostolischer Vikar von Palawan, und Juan Bautista Velasco Díaz OP, Bischof von Xiamen. 
Er nahm an der dritten Sitzungsperiode des Zweiten Vatikanischen Konzils teil. Am 28. Januar 1989 verzichtete er auf sein Amt. 